# Allan Linguet
Allan Linguet, né le 17 août 1999 à Sèvres, est un footballeur français. Il évolue au poste de défenseur à l'USL Dunkerque.

## Biographie
Allan Linguet rejoint le centre de formation du Valenciennes FC en 2017 en provenance du SM Caen. Il fait ses débuts avec les professionnels le 16 novembre 2018 lors d'un match de Coupe de France face à l'USL Dunkerque où il est titulaire et joue l'intégralité du match. Il fait ses débuts en championnat de Ligue 2 le 26 avril 2019 face aux Chamois niortais FC. Il entre en jeu à la 25e minute à la place de Frédéric Bong.
Lors de la saison 2019-2020, il ne participe à aucune rencontre avec l'équipe professionnelle en raison d'une blessure tibia-péroné. Il doit attendre le 17 octobre 2020 pour porter à nouveau le maillot valenciennois. Le 10 avril 2021, il inscrit son premier but face au FC Chambly. Handicapé par plusieurs blessures au cours de la saison, il termine l'exercice dans la peau d'un titulaire lors des sept derniers matchs. Il est élu joueur du mois d'avril par les supporters.
En juillet 2021, Linguet prolonge son contrat avec le VAFC jusqu'en 2024.
Allan linguet joueur de valenciennes qui est payé 47 k € a l'année et a 4 k € mensuel sur la saison 2023/2024 
Aujourd'hui il est payé 4000 euros par mois dans le club du VAFC qui évolue en ligue 2 
il est représenté par une entreprise qui gère les jeunes joueurs :  Supernova Management
lors de la saison 2023-2024 lui et son équipe le VAFC font l'exploit de rejoindre les demi final de la coupe de France.

## Statistiques
| Saison                | Club                  | Championnat           | Championnat | Championnat | Coupe(s) nationale(s) | Coupe(s) nationale(s) | Total | Total |
| Saison                | Club                  | Division              | M.          | B.          | M.                    | B.                    | M.    | B.    |
| 2018-2019             | Valenciennes FC       | Ligue 2               | 1           | 0           | 1                     | 0                     | 2     | 0     |
| 2019-2020             | Valenciennes FC       | Ligue 2               | -           | -           | -                     | -                     | 0     | 0     |
| 2020-2021             | Valenciennes FC       | Ligue 2               | 14          | 1           | 1                     | 0                     | 15    | 1     |
| 2021-2022             | Valenciennes FC       | Ligue 2               | 17          | 1           | 2                     | 0                     | 19    | 1     |
| Total sur la carrière | Total sur la carrière | Total sur la carrière | 32          | 2           | 4                     | 0                     | 36    | 2     |